# 앙리 르베그
앙리 레옹 르베그(프랑스어: Henri Léon Lebesgue IPA: [ɑ̃ʁi leɔ̃ ləbɛɡ], 1875년 6월 28일 ~ 1941년 7월 26일)는 적분 이론으로 유명한 프랑스 수학자이다. 르베그 적분은 그가 쓴 1902년 낭시 대학교의 박사 학위 논문에서 기원한다.

## 같이 보기
- 르베그 덮개 차원
- 르베그 분해
- 르베그 밀도 정리
- 르베그 미분가능성 정리
- 르베그 적분
- 르베그 측도
- 르베그 수
- 르베그 공간
- 르베그-스틸티어스 측도
- 리만 적분
- 리만-르베그 보조정리
- 지배 수렴 정리
- 티체 확장정리